# Podczachy (województwo mazowieckie)
Podczachy – wieś sołecka w Polsce położona w województwie mazowieckim, w powiecie gostynińskim, w gminie Pacyna.
W latach 1975–1998 miejscowość położona była w województwie płockim.